# Sandweier
Sandweier (alemannisch Sondwier) ist ein 1975 eingemeindeter Stadtteil von Baden-Baden. Er wurde im Jahr 1308 erstmals als Wilr urkundlich erwähnt.

## Namensgebung
Wilr soll sich nach Einschätzung von Historikern von Villare ableiten, was eine Ausbau-Siedlung, einen Weiler bezeichnet. Die Schreibweise des Namens änderte sich im Laufe der Jahrhunderte von Santwiler (Weiler im Sand) bis zur heutigen Schreibweise.

## Geschichte
Östlich von Sandweier lag der Landsee, der in der frühen Neuzeit trockengelegt wurde.
Sandweier war vor dem 16. Jahrhundert dem Ort Iffezheim unterstellt und bildete bis 1571 mit Iffezheim eine politische und wirtschaftliche Einheit. Ab 1571 gab es eine eigene Gerichtsbarkeit, die sich aus dem Schultheißen und aus angesehenen Bürgern zusammensetzte. Sie wachten über die Einhaltung der dörflichen Ordnung und übten im Ort die niedere Gerichtsbarkeit aus. Delikte, die über Wald- und Feldfrevel, Raufhändel u. Ä. hinausgingen, gelangten vor das Gericht der Vogtei. Politisch und ökonomisch waren Sandweier und Iffezheim auch nach 1571 weiterhin verbunden, da die Trennung sich kaum durchsetzte und auch die 1509 selbstständig gewordene Kirche Sandweiers ab 1634 wieder nach Iffezheim kam, zuvor hatte sie zur Straßburger Diözese gehört. Die beiden Gemeinden besaßen neben gemeinsamen Wäldern und Viehweiden auch gemeinsame Produktionsbetriebe wie die Mühlen und eine Ziegelei.
Um 1700 wanderten mehrere Bewohner nach Ungarn aus. 1753 hatte Sandweier 368 Einwohner. 1791 gab es eine Sägemühle zwischen Sandweier und Iffezheim, erbaut von Wilhelm Brenneisen nach holländischer Art, als Windmühle. Mit Beginn des 18. Jahrhunderts begann die Kirche Sandweiers wieder nach Unabhängigkeit zu streben, wohl auch getrieben durch die Unzufriedenheit mit den Iffezheimer Pfarrern. So verfügte 1769 der Fürstbischof Rohan von Straßburg die endgültige Trennung der Kirchen Iffezheim und Sandweier.
1901 wurde ein neues Schulhaus errichtet, das auch im 21. Jahrhundert noch seinem Zweck dient. Nun befindet sich eine Grundschule darin. 1971 wurde eine neue Hauptschule erbaut (inzwischen Haupt- und Werkrealschule). Am 1. Januar 1975 wurde Sandweier nach Baden-Baden eingemeindet. 1982 wurde die Rheintalhalle Sandweier eingeweiht.
Im 21. Jahrhundert ist Sandweier ein Ort mit zahlreichen mittelständischen Handwerksbetrieben und zwei Kieswerken. Durch seine gute Infrastruktur ist Sandweier als Wohngebiet sehr gefragt. So entstanden in den 2010er Jahren große Neubaugebiete.

## Bauwerke
- Pfarrkirche St. Katharina: erbaut von 1835–1837 nach Plänen von Johann Ludwig Weinbrenner, Neffe von Friedrich Weinbrenner. Hier wird die Heilige Walburga als Dorfpatronin verehrt.[3]
- Heimatmuseum: ehemaliges Jagdschloss, 1602 erbaut, mit über 300 Exponaten[4]

## Sonstiges
In einer Kiesgrube bei Sandweier wurden die von einem französischen Militärgericht zum Tode verurteilten ehemaligen SS-Angehörigen Heinrich Schwarz († 1947), Fritz Suhren († 1950) und  Hans Pflaum († 1950) durch Erschießen hingerichtet.